# Fluoridselektive Elektrode
Die fluoridselektive Elektrode, auch fluoridsensitive Elektrode, Fluoridionenelektrode oder kurz Fluoridelektrode genannt, ist eine Messelektrode, deren Potential von der Konzentration an Fluoridionen (F−) in der Lösung abhängt, in die sie eintaucht. Sie dient als Sensor zur Bestimmung der Konzentration an Fluoridionen. Sie ist eine ionenselektive Elektrode, die zusammen mit einer separaten oder eingebauten Bezugselektrode in die Lösung tauchen muss, damit die Spannung zwischen den Elektroden mit einem geeigneten Messinstrument gemessen werden kann – manche Geräte rechnen die Spannung auch in eine Konzentration um. Eine Fluoridelektrode kann in einem ziemlich weiten Konzentrationsbereich verwendet werden – typischerweise von 1 · 10−6 bis 0,1-molar, mit Anpassungen auch im Bereich bis zu 1 · 10−7 mol/l oder gar 1 · 10−9 mol/l oder bis zur Sättigungsgrenze. Daher ist die Bestimmungsmethode mit der Fluoridelektrode die wichtigste und am häufigsten verwendete für Fluorid. Sie wird beispielsweise zur direkten Bestimmung von Fluorid im Trinkwasser verwendet, oder zur Bestimmung in Flüssigkeiten wie Plasma, Serum, Speichel oder Milch.

## Aufbau

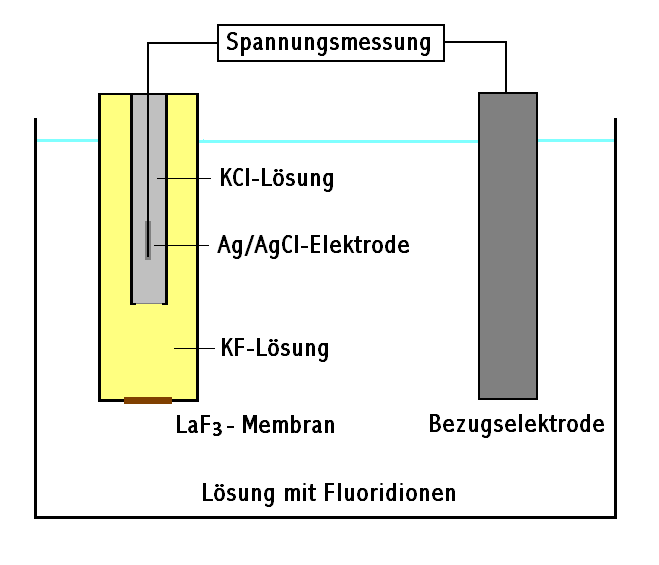
Schematischer Aufbau einer Fluoridelektrode und der Messanordnung

Der wichtigste Teil der fluoridselektiven Elektrode ist eine Membran aus einem festen Fluoridionenleiter, zumeist einem Einkristall aus Lanthanfluorid LaF3, der mit Europiumionen Eu2+ dotiert wurde.
Der gesamte Messaufbau lässt sich durch
Cu' | Ag,AgCl | KCl || zu messende Lösung | LaF3 | KF,KCl | AgCl,Ag | Cu
beschreiben, wenn eine Silber-Silberchlorid-Bezugselektrode verwendet wird, d. h.
- Cu' | Ag, AgCl | KCl ist die Silber-Silberchlorid-Elektrode.
- KF,KCl | AgCl,Ag | Cu beschreibt die Lösung (1 M KF, ges. KCl, ges. AgCl[6], alternativ z. B. auch 0,1 M NaF und 0,1 M KCl[7]) und die Elektrode innerhalb des Fluoridelektrodengehäuses.

## Messung und Konzentrationsabhängigkeit
Genaugenommen misst die Elektrode nicht die Konzentration, sondern die Aktivität der Fluoridionen. Um auch für Proben mit schwankender Ionenstärke verlässliche Messwerte zu erhalten, kann daher vor der Messung eine relativ hohe Ionenstärke eingestellt werden, indem eine spezielle Pufferlösung zugegeben wird (TISAB, total ionic strength adjustment buffer). Diese stellt auch sicher, dass der pH-Wert nicht zu hoch ist, da Hydroxidionen die Messung verfälschen können. Außerdem enthält sie Reagenzien, die die dreiwertigen Ionen von Aluminium (Al3+) und Eisen (Fe3+) komplexieren und somit verhindern, dass diese Fluorid binden und so eine kleinere Fluoridkonzentration vortäuschen.
Gemessen wird die Spannung der fluoridselektiven Elektrode gegen eine Referenzelektrode. Sie ist nach der Nernst-Gleichung unter Berücksichtigung der einfach negativen Ladung des Fluoridions gegeben durch
{\displaystyle {E=E^{\circ }-{\frac {RT}{F}}\ln {a_{\mathrm {F^{-}} }}=E^{\circ }-{\frac {RT}{F}}\ln {c_{\mathrm {F^{-}} }}-{\frac {RT}{F}}\ln {\gamma _{\mathrm {F^{-}} }}}}.
mit
| {\displaystyle E}                    | Elektrodenpotential der Fluoridelektrode bzw. Spannung gemessen gegen eine bestimmte Referenzelektrode                                                     |
| {\displaystyle E}°                   | Potential der Fluoridelektrode bzw. Spannung gegen dieselbe Referenzelektrode bei einer Fluoridaktivität von Eins ({\displaystyle a_{\mathrm {F^{-}} }=1}) |
| {\displaystyle R}                    | Universelle oder molare Gaskonstante, R = 8,31447 J mol−1 K−1 = 8,31447 C V mol−1 K−1                                                                      |
| {\displaystyle T}                    | absolute Temperatur (=Temperatur in Kelvin) |
| {\displaystyle F}                    | Faraday-Konstante, F = 96485,34 C mol−1 = 96485,34 J V−1mol−1                                                                                              |
| {\displaystyle a_{\mathrm {F^{-}} }} | Aktivität des Fluoridanions, {\displaystyle {a_{\mathrm {F^{-}} }=c_{\mathrm {F^{-}} }\gamma _{\mathrm {F^{-}} }}}                                         |
| {\displaystyle c_{\mathrm {F^{-}} }} | Konzentration des Fluoridanions |
Wenn durch Zugabe von TISAB dafür gesorgt wird, dass die Ionenstärke annähernd gleich bleibt, sind die Aktivitätskoeffizienten für verschiedene Proben gleich, und es gilt näherungsweise
{\displaystyle {E=E^{\circ \prime }-{\frac {RT}{F}}\ln {c_{\mathrm {F^{-}} }}}}
mit
{\displaystyle {E^{\circ \prime }=E^{\circ }-{\frac {RT}{F}}\ln {\gamma _{\mathrm {F^{-}} }}}},
d. h. die gemessene Spannung hängt bei konstanter Ionenstärke, konstantem pH-Wert und konstanter Temperatur linear vom Logarithmus der Fluoridionenkonzentration ab.
Mit dem Wert der Elektrodensteilheit erhält man z. B. bei 25 °C
{\displaystyle {E=E^{\circ \prime }-59{,}2\,\mathrm {mV} \log {c_{\mathrm {F^{-}} }}}}.

## Historisches
Die Fluoridelektrode wurde 1966 von einem Mitarbeiter der seit 1996 zu Thermo Fisher Scientific gehörenden Firma Orion Research zum Patent eingereicht und danach der Öffentlichkeit vorgestellt. Ebenfalls 1966 wurden Details zur Ionenleitfähigkeit von Lanthanfluorid veröffentlicht, die durch sehr bewegliche Fluoridionen zustande kommt. Im folgenden Jahr wurde die TISAB-Methode der Anpassung der Ionenstärke entwickelt. Spätestens seit 1975 werden fluoridsensitive Elektroden auch bei der Ausbildung von Chemiestudenten verwendet.

## Anwendungsbeispiele
Zur Vielzahl der möglichen Anwendungen von Fluoridelektroden zählen z. B. die Fluoridbestimmung in Pflanzenteilen oder in Meerwasser und die Überwachung der Fluoremissionen einer Aluminiumhütte. In Ländern, in denen das Trinkwasser fluoridiert wird, wird die Elektrode zur Online-Überwachung genutzt. Die relativ zuverlässige, schnelle und preiswerte analytische Methode eignet sich auch zur Anwendung in Studentenpraktika.